# Engramme
 (septembre 2008).
Si vous disposez d'ouvrages ou d'articles de référence ou si vous connaissez des sites web de qualité traitant du thème abordé ici, merci de compléter l'article en donnant les références utiles à sa vérifiabilité et en les liant à la section « Notes et références ».
Engramme (nom masculin), de l'allemand Engramm, est un terme issu du grec en (« dans ») et gramma (« écriture »).
En neurophysiologie, l'engramme est la trace biologique de la mémoire (trace ou artefact mnémonique) dans le cerveau. On attribue l'élaboration de la mémoire à des modifications biochimiques des synapses des 86 à 100 milliards de neurones du cerveau humain, connectés en réseaux de neurones. Un seul neurone peut se connecter jusqu'à plus de 100 000 autres neurones (moyenne 10 000 et parfois plusieurs fois au même), ce qui produit, environ, un million de milliards de connexions.
Par son activité, à la suite de divers stimuli, le processus mnémonique produit une construction (voir constructivisme) en (re)structurant les informations en connaissances, pour aboutir à des concepts programmables en (ré)action(s) plus ou moins appropriées.

« Le rôle de la mémoire est de favoriser l'adaptation des êtres vivants à leur milieu […] ce qui aboutit à constituer en eux une sorte d'image ou de modèle interne de l'environnement ; l'engramme, si ce mot correspond bien à une réalité concrète, ne pourrait être un simple reflet de la structure du flux d'informations afférentes. »

— Alfred Fessard[Quand ?], p. 9[Où ?].